# 長谷川秀一
長谷川 秀一（はせがわ ひでかず）は、戦国時代から安土桃山時代にかけての武将・大名。

## 生涯

### 小姓時代
尾張国葉栗郡北方村（現在の愛知県一宮市）出身で、織田氏家臣・長谷川与次の子。織田信長に小姓として仕え、矢部家定と共に若年より諸事に用いられた。信長の男色相手として深く寵愛され[文献資料がない]織田家臣時代は「長谷川竹」という呼び名で呼ばれていた。文章における初見は天正3年（1575年）1月30日付けの信長書状で、この時秀一は伊勢で長島城復旧工事に従事する石運びの宿の手配を行っている。
天正6年（1578年）6月、播磨神吉城攻めの際には検使の大津長昌と共に派遣され、菅屋長頼・矢部家定・万見重元・祝重正と番替で検分を行った。同年12月の有岡城の戦いで万見重元が戦死すると、翌天正7年（1579年）1月に安土（現・近江八幡市安土町）で邸宅の入れ替えがあって、旧万見邸が秀一の邸宅となり、旧長谷川邸には高橋虎松が入った。長谷川より上席であった万見の死亡により、席次の繰り上がりがあったと思われ、以後秀一は奉行衆としてより重要な役目を与えられていく。

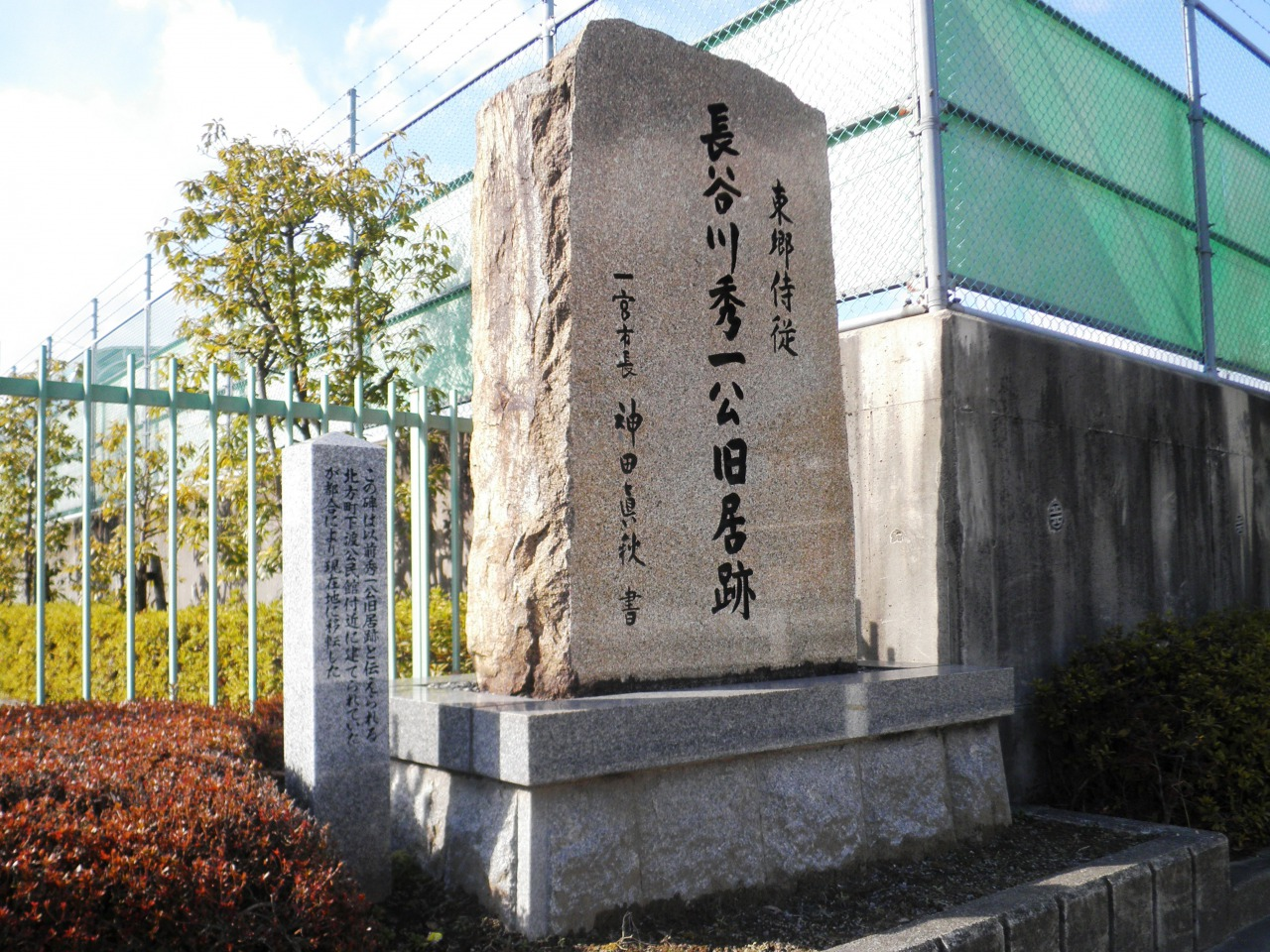
長谷川秀一旧宅跡（愛知県一宮市北方町）

### 織田家奉行衆としての働き
天正7年（1579年）5月27日の安土宗論では浄厳院の警備担当の一人に名を連ねる。宗論に敗れた日蓮宗側は詫証文を提出したが、その宛先は菅屋長頼・堀秀政・長谷川秀一の3人となっている。以後、菅屋・堀と組んで3人で仕事をする機会が何度かあり、伴天連屋敷地造営の奉行や安土の馬場建設の奉行などを3人で務めた。
天正8年（1580年）12月には猪子高就・福富秀勝・西尾吉次と4人で高天神城包囲中の徳川家康の陣に派遣され、3日ほどにわたって現場を視察した後、同月22日に帰国した。
天正9年（1581年）4月13日、野々村正成と共に領地を大きく加増される。同年12月5日に近江国で美人局を行って東善寺の延念に強請をかけた八という男の一味を野々村と共に捕縛し、糾問にかけた上で成敗したが、野々村と長谷川両名が近江の信長直轄領で代官職を務めていたことが分かる。また、両名は佐久間信盛追放後の近江の栗太郡・野洲郡の代官も務めていた。
天正10年（1582年）1月15日の左義長の時には菅屋長頼・堀秀政・矢部家定と秀一の4人で馬廻衆・小姓衆を引率して凱旋した。同年3月には信長に従って菅屋長頼・堀秀政・矢部家定・福富秀勝と秀一の5人が馬廻衆を率いて甲州征伐に出陣したが、既に織田信忠によってほぼ武田家の討伐は完了していたために戦闘はなく、秀一が行った仕事は甲府で行った武田勝頼側近の秋山万可斎・昌成（摂津守）親子の処刑などの事後処理のみであった。
のち安土に戻って同年5月19日には摠見寺で行われた徳川家康歓待の宴に参加した。20日には高雲寺で家康の饗応を丹羽長秀・菅屋・堀と共に行っている。21日には家康が大坂の堺を見物に行くことになったが秀一はその案内役として西尾吉次と共に家康一行に付けられた。6月1日には堺の津田宗及宅の茶会に家康・穴山梅雪と共に参加している。

### 豊臣家臣時代
天正10年（1582年）6月2日、本能寺の変の一報は当日の深夜には、堺の遊覧を終えて飯盛山の麓にあった一行に、茶屋四郎次郎によって届けられた。秀一は土地鑑に乏しい一行の案内を買って出て、河内国から山城国、近江国を経て伊賀国へと抜ける道取りを説明した。また、急使を飛ばして大和国衆の十市遠光に護衛の兵の派遣を要請し、行く先として想定した山城の宇治田原城主の山口甚介にも書状を送り事を説明すると山口は家臣の新末景と市野辺出雲守を派遣して草内の渡しの渡河を助け、宇治田原城へと一行を導いた。その後、これも秀一旧知の近江信楽の代官である多羅尾光俊（山口秀景の婿養子である山口光広の実父）の所領を通って伊賀越えで京を脱出し、秀一は安全圏の尾張熱田まで家康一行に同行して逃げ、窮地を脱した。
天正11年（1583年）、羽柴秀吉と柴田勝家が対立した際には秀吉を支持し、柴田方に味方する滝川一益領の伊勢国峰城を攻撃した。同年中に所領の加増があったか近江肥田城主となっている。同年10月23日、羽柴秀長・堀秀政と共に大坂の津田宗及の茶会に参加した。この時より名乗りが「長谷川藤五郎秀一」に変化している。
天正12年（1584年）、小牧・長久手の戦いに兵2300を率いて参陣。3月には伊勢方面に布陣していたが4月になると尾張に移り、中入り作戦第4陣の三好信吉の軍に参加したが徳川軍の奇襲を受ける（長久手の戦い）。秀一は襲われる三好隊を助けようと加勢し、粉骨砕身の戦いぶりを見せるも徳川軍の猛攻に敗れ、第3陣の大将堀秀政に信吉隊敗走を報じる使いを出すと、自身も撤退した。5月1日に羽柴軍の主力が美濃へと転身する際には日根野弘就・細川忠興・木村重茲・神子田正治らと羽柴軍の殿軍を務め、追撃を仕掛けてきた織田信雄の軍と交戦した。
天正13年（1585年）3月、紀州征伐に参じて千石堀城の戦い、第二次太田城の戦いで武功を挙げた。。同年8月、領地を加増され越前国東郷（現・福井県福井市東郷二ケ町）15万石の領主となる。天正14年（1586年）1月14日、昇殿。同年4月9日、四位に昇進。天正15年（1587年）2月の九州征伐にも参陣。この頃には羽柴姓を与えられ「羽柴東郷侍従」を名乗っていた。天正16年（1588年）、豊臣姓を下賜された。天正18年（1590年）、小田原征伐に従軍して山中城攻撃に兵3,000を率いて参加した。

### 晩年
文禄元年（1592年）より始まった文禄の役では、兵5000人を率いて朝鮮へと渡り、10月より細川忠興等と共に晋州城の攻略に参加し、昌原において朝鮮の将・柳崇仁を野戦で撃破したが、晋州城の攻略には被害を多く出して失敗している（晋州城攻防戦）。その後も朝鮮に留まって戦を続けていたが、文禄3年（1594年）2月、同地で病を得てそのまま亡くなったとされる。しかし、死亡を帰国後とする書もあり、『当代記』では同年1月の伏見城普請の交名の中に名前が載せられており、その後の2月に亡くなったという。ただし、後述の黒田基樹は死去したのはそれよりも前である文禄2年5月14日のことで享年32歳であったと推定している。
秀一に嫡子はなく、長谷川家は無嗣断絶した。しかしながら領地没収の時期については定かではなく、文禄5年（1596年）までは父である長谷川与次や一門と思われる長谷川秀康などの越前国衆や寺に宛てた判物が確認される。更にこれまで江戸幕府成立後も動向が知られながら出自不明とされてきた「豊臣秀弘」と称する人物が秀一の嫡子であったことが判明しており、長谷川家そのものの動向も不明と言わざるをえない。
出自不明とされてきた「豊臣秀弘」の存在を指摘した黒田基樹はその後自説を修正するにあたって、「長谷川秀弘」と長谷川氏について次の解説を入れている。文禄2年に長谷川秀一が死去した際に幼かった秀弘に代わって弟の長谷川秀康が家督と所領を継承し、遅くても文禄3年8月までに侍従に任官された。しかし、慶長3年2月4日に秀康も死去しているために長谷川家は断絶となった。ただし、この時点では後継者である秀弘の存在が認められていたため、将来的に秀弘を取り立てる予定があり（従って無嗣断絶ではない）、慶長7年（1604年）に豊臣秀頼の馬廻衆であった秀弘が従四位下に叙せられている。しかし、実際には再興が実現したとする記録のないまま、消息不明になっている。